# 하라 류타
하라 류타(일본어: 原 竜太, 1981년 4월 19일 ~ )는 일본의 전 축구 선수이다.

## 구단 경력
과거 나고야 그램퍼스 에이트, 교토 퍼플 상가, 몬테디오 야마가타, 쇼난 벨마레에서 활동하였다.